# Левице

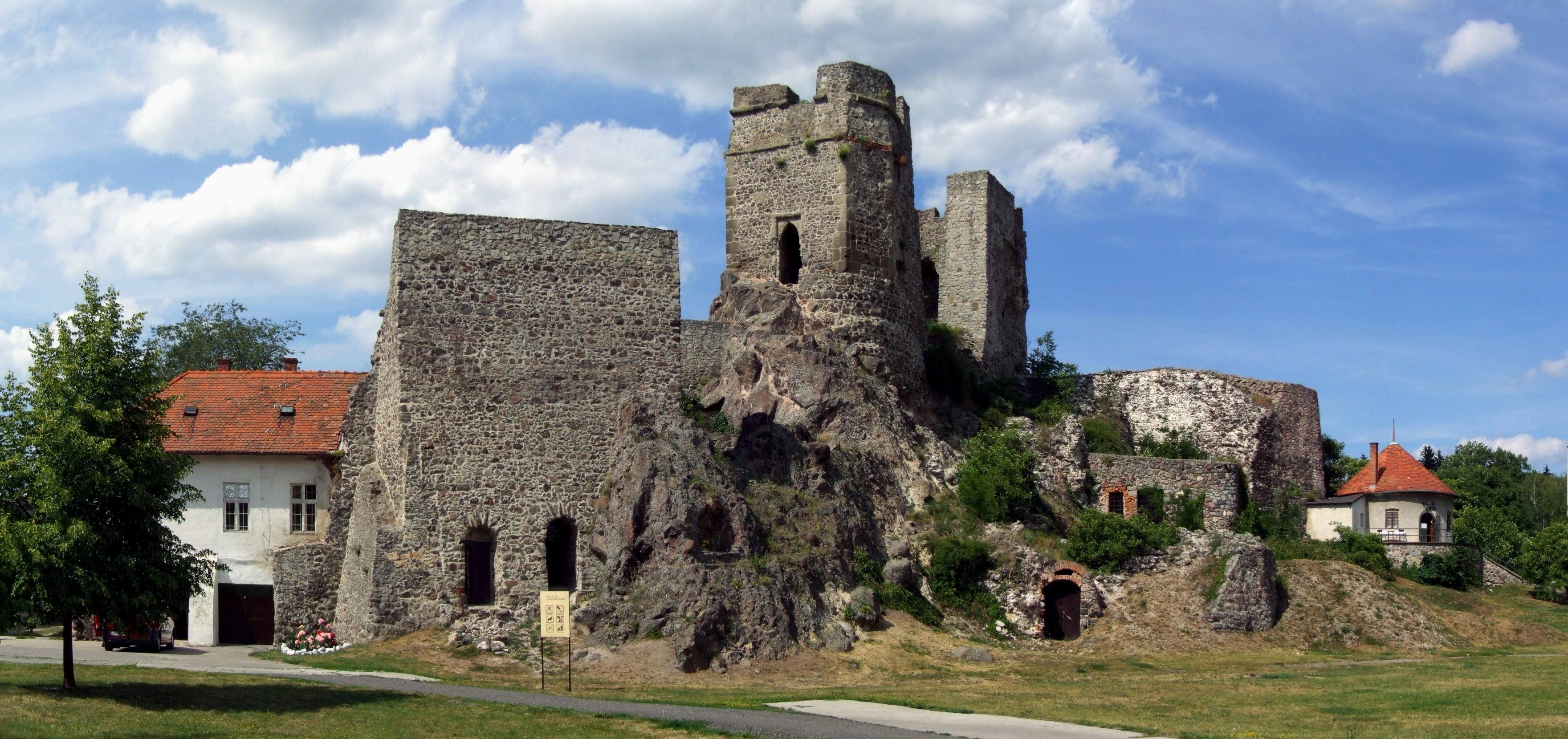
Левицкий Град в наше время

Ле́вице (словац. Levice [ˈlɛvit͡sɛ], венг. Léva [ˈleːvɒ], нем. Lewenz) — город в западной Словакии.
Население — 32 976 человек

## История
Город Левице (Leua) впервые упоминается под 1156 годом, когда Эстергомский архиепископ, примас Венгрии, освятил здесь костёл. В 1165 г. Лева входила в состав жупы Св. Мартина (župa Svetog Martina iz Bratke).
Под 1313 годом впервые упомянут замок Левицкий Град (Levicki hrad), построенный, по легенде, самим Матушом Чаком, «некоронованным королём» западной и центральной Словакии (которая в ту пору входила в состав Венгрии). В 1313 г. кастеляном Левицкого Града был Имре Бечеи (Imrich Bečej, Emericus de Beche), в 1318—21 гг. — Юлиус з Топольчанок. По смерти Матуша Чака, последовавшей в 1321 году, кастелян Юлиус сдал замок венгерскому королю Карлу-Роберту.
В 1544 г. городские кварталы Левице выжгли турки, замка же взять они не смогли. В 1558 году другой легендарный венгр — капитан Иштван Добо, герой Эгера — перестроил крепость, которая затем более ста лет успешно отражала многочисленные удары турок. В 1663 году туркам удалось захватить крепость, но удерживали они её недолго: в 1664 году, в битве у стен Левицкой крепости, турецкая армия была наголову разбита венгерской армией, под командованием Иштвана Кохари I. К 1685 году относится последняя турецкая попытка овладеть Левицким Градом.
С 17 сентября по 31 октября 1709 г. Левицкий Град удерживали в своих руках венгерские и словацкие куруцы, восставшие против тирании Габсбургов. А будучи принуждены покинуть замок, — куруцы взорвали его. С тех пор Левицкий Град не восстанавливался из руин.
После распада Австро-Венгрии Левице отошёл к Чехословакии, что было подтверждено Трианонским соглашением 1920 года. В 1938—1945 гг. Левице — в составе Венгрии. Затем — в составе ЧСР, ЧССР и ЧСФР. С 1993 года Левице — важный промышленный центр Западной Словакии.

## Население
| Год:                | 1994   | 2004    | 2014    | 2024     |
| ------------------- | ------ | ------- | ------- | -------- |
| Количество человек: | 36 176 | 36 310  | 33 977  | 30 556   |
| Разница:            |        | +0,37 % | −6,42 % | −10,06 % |

## Достопримечательности
- Крепость Левицкий Град
- Тековский музей
- Костёл св. Михаила Светова
- Синагога

## Реки
Через город протекают две реки: Подлужянка (словац. Podlužánka) и Перец (словац. Perec). Причём протекают они, пересекаясь и не смешиваясь. В месте пересечения Перец уходит под землю, протекая под руслом Подлужанки.

## Транспорт
В городе находятся железнодорожный и автобусный вокзалы.

## Город-побратим
- Ртищево, Россия